# Дитрих фон Лихтенщайн
Дитрих фон Лихтенщайн (на немски: Dietrich von Liechtenstein; † сл. 1192) е благородниик от род Лихтенщайн в Долна Австрия. Фамилията се нарича на замък Лихтенщайн, южно от Виена, построен ок. 1130 г. от Хуго фон Петронел.

## Произход
Той е син на Хуго фон Вайкерсдорф († сл. 1142/сл. 1156) и съпругата му фон Шварценбург-Ньощах? († сл. 1125), дъщеря наследничка на граф Хадерих фон Лихтенщайн и Мьодлинг. Внук е на Хуго фон Щетелдорф-Лойтсорф († сл. 1130) и първата му съпруга Фридерун фон Вайарн (* 1099), дъщеря на Зигибото I граф в Мангфал († сл. 1068/сл. 1084).

## Фамилия
Дитрих се жени за Вират фон Пфафщетен, дъщеря на Алберт фон Пфафщетен. Те имат децата:
- дете
- Дитрих I фон Лихтенщайн († сл. 12 април 1209), женен за фон Гунтрамсдорф, дъщеря на Хайнрих фон Гунтрамсдорф, и е баща на Хайнрих I фон Лихтенщайн (1216 – 1265)
- Вират фон Лихтенщайн († сл. 1192), монахиня в Клостернойбург
- Рапото фон Лихтенщайн, господар на Петронел († сл. 1196)
- Луитгард фон Матцен? († сл. 1195), омъжена за Валдман фон Холнщайн-Пастберг
- Алберт фон Лихтенщайн († 5 юли сл. 1190), женен за Кунигунда († 11 февруари сл. 1190)
- дъщеря, монахиня в Клостернойбург